# SC Potsdam
SC Potsdam is een Duitse voetbalclub uit Potsdam, Brandenburg. De club is voornamelijk actief in atletiek, kunstturnen en volleybal. Van 1961 tot 1965 had de club ook een voetbalafdeling.

## Geschiedenis
De sportclub werd in februari 1961 opgericht om het niveau de sport in de DDR te verhogen met het oog op de Olympische Spelen van 1964. 
Vanaf het begin speelde atletiek een grote rol en was met 700 leden de grootste afdeling van de club. Na de fusie met LG Potsdam in 1999 werd het niveau van de leden nog meer opgekrikt en schopten vele leden het tot de Olympische Spelen, de wereldkampioenschappen of Europese kampioenschappen. De atleten trainen in het Luftschiffhafen-Stadion
In 2000 werd bobsleeën als nieuwste sport geïntroduceerd bij de club. Een van de leden was Carsten Embach, die in 2002 olympisch goud won bij de 4-mansbob.

### Volleybal
Als in de jaren zestig waren de dames in het volleybal erg succesvol. Enkele latere Europese kampioenen speelden bij de club. In de jaren negentig speelde de club in de 2. Bundesliga en opnieuw vanaf 2005. In 2007 werd de club kampioen maar verzaakte aan promotie naar de Bundesliga om economische redenen. Na een nieuwe titel in 2009 promoveerde het team wel. 

### Voetbal
In het begin was de club ook actief in het voetbal. Tegenwoordig wordt er enkel jeugdvoetbal gespeeld. De club zou het nieuwe sterke team uit Potsdam worden en de spelers van BSG Rotation Babelsberg werden verkast naar de nieuwe club die de plaats van Rotation overnam in de DDR-Liga. Het doel was zo snel mogelijk promoveren naar de DDR-Oberliga. De eerste vriendschappelijke wedstrijd van de club werd met 6:1 gewonnen van derdeklasser Lichtenberg 47. De eerste wedstrijd met inzet werd op 13 februari 1961 gespeeld in het Karl-Liebknecht-Stadion en werd met 6:2 gewonnen tegen Dynamo Schwerin. Aan het einde van het seizoen stond de club op de vierde plaats. De volgende seizoenen eindigde de club steeds in de middenmoot. Nadat in 1965/66 de club opnieuw geen uitzicht op promotie had werd er besloten om de voetbalafdeling te ontbinden tijdens het seizoen en zich op andere sporten te focussen. Het team ging niet terug naar Rotation Babelsberg, maar naar SV Motor Babelsberg dat in de Bezirksliga Potsdam speelde en de plaats in de DDR-Liga overnam.